# ويليام ميتكالف
ويليام ميتكالف (بالإنجليزية: William Metcalf)‏ هو مهندس مدني ومهندس أمريكي، ولد في 3 سبتمبر 1838 في بيتسبرغ في الولايات المتحدة، وتوفي في 5 ديسمبر 1909.